# 約珥

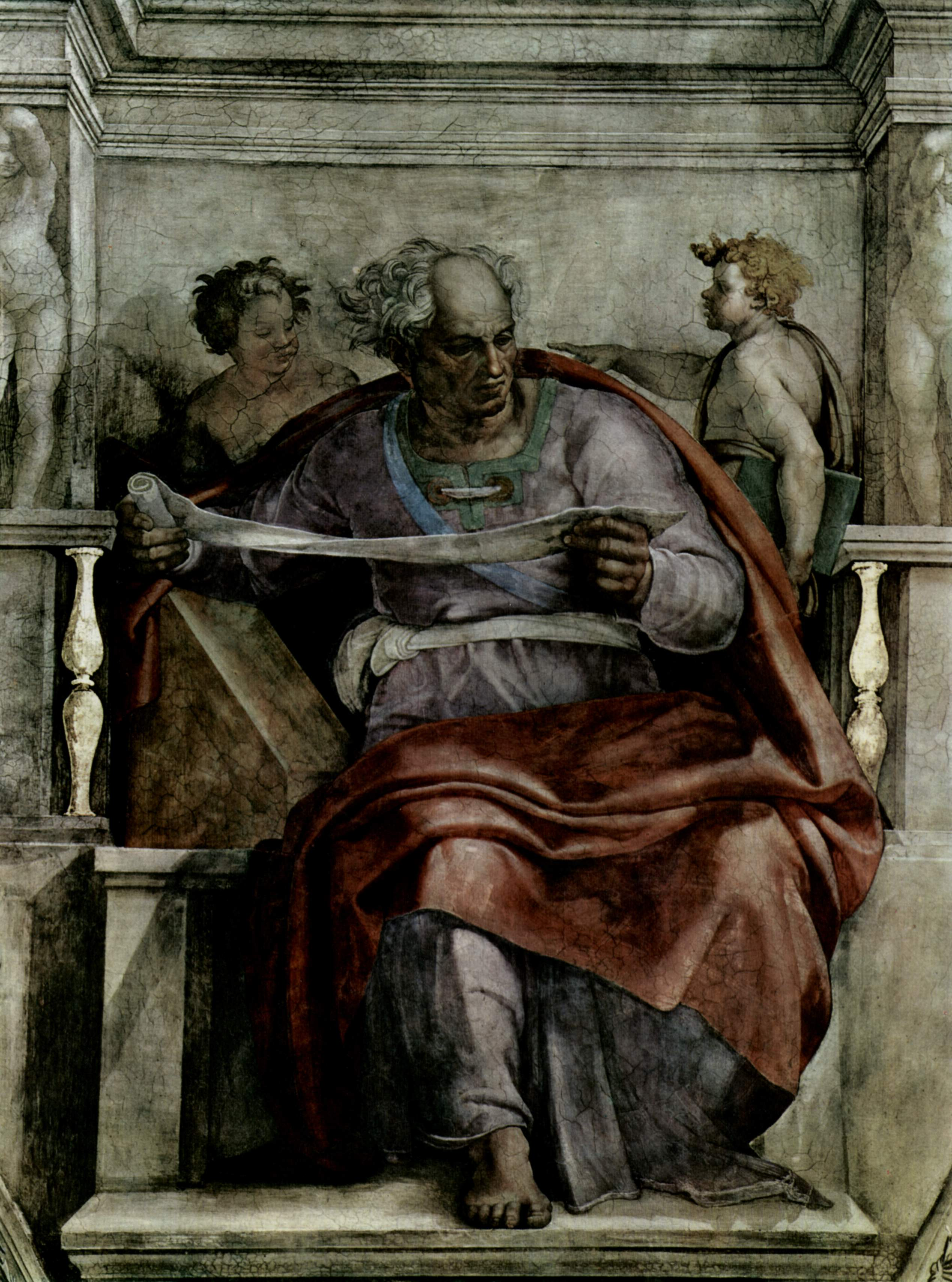
西斯廷礼拜堂天花板上的先知约珥

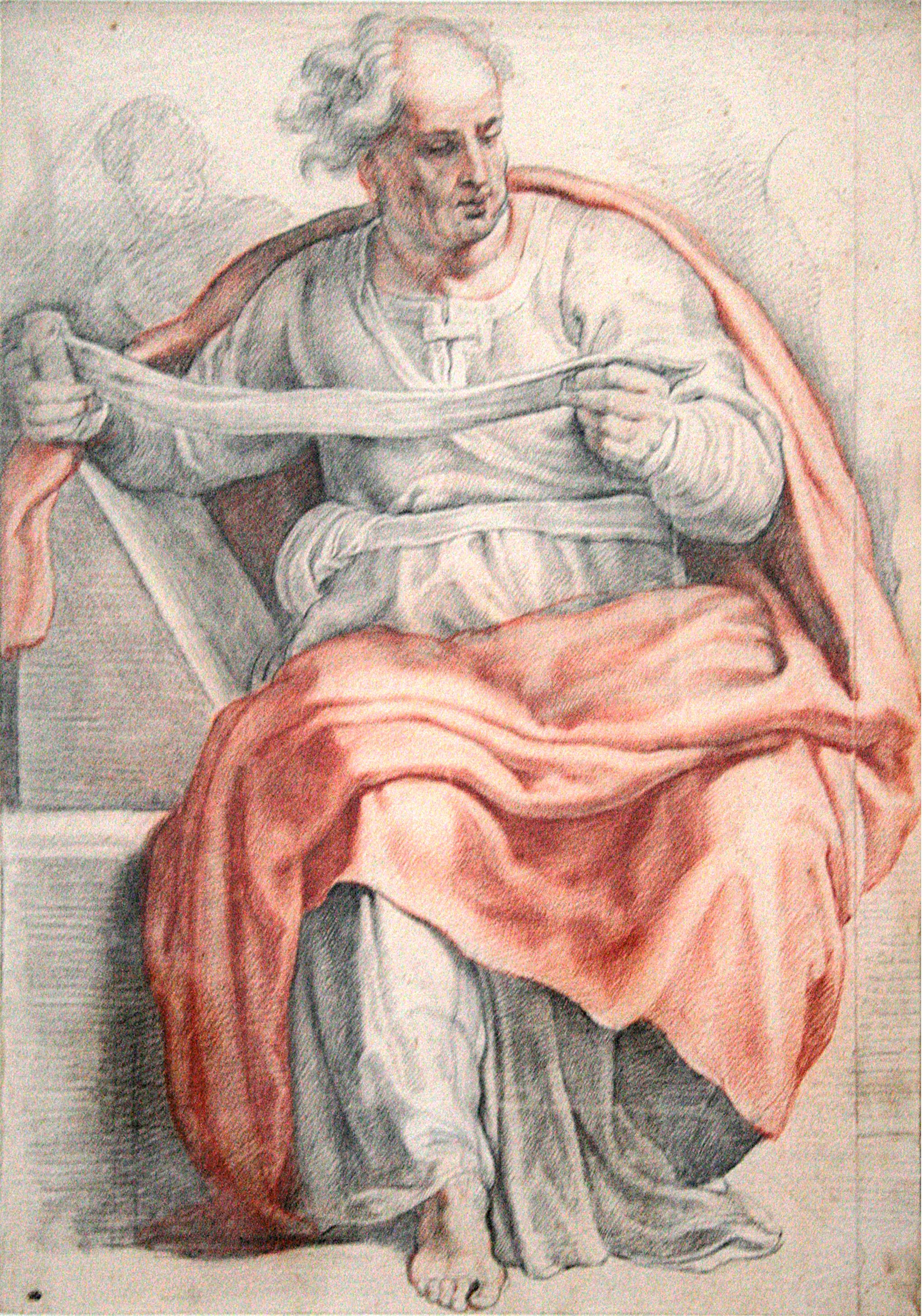
“約珥”

约珥（希伯來語：‎）天主教译为岳厄尔，是一位古代以色列的先知，其预言记录在圣经中简短的约珥书中。他的名字只在旧约中出现一次。在新约使徒行传2章，使徒彼得引用了他关于“神的灵浇灌在一切属肉体的人身上”的预言。他生活在公元前9世纪到公元前5世纪的某个时候。  
约珥是12位小先知中的第2位，也是约珥书的作者。他是毗土珥的儿子。除此以外关于他的生平不得而知。约珥的意思是“耶和华是神”。在东正教瞻礼单中，他的祭日是10月19日。而在亚美尼亚使徒教会中，他和其他小先知的纪念日是在7月31日。
在现代许多西方国家，约珥（Joel）是常见的名字。